# NBA Street (videojuego)
NBA Street es un videojuego de baloncesto desarrollado por NuFX y EA Canadá y publicado por Electronic Arts bajo el sello EA Sports BIG. Fue lanzado para PlayStation 2 el 19 de junio de 2001 y para GameCube el 5 de febrero de 2002. El juego combina el talento y los grandes nombres de la NBA con la actitud y la atmósfera del baloncesto callejero.
NBA Street es la primera entrega de la serie NBA Street, seguida de NBA Street Vol. 2, NBA Street V3 y NBA Street Homecourt.

## Jugabilidad
NBA Street se basa en partidos de baloncesto callejero de tres contra tres. Aparte de la estructura básica del baloncesto, los jugadores intentan acumular puntos por truco, que se obtienen mediante el uso de casi todas las maniobras del juego de baloncesto, como hacer elegantes movimientos de regate, fingir un ataque a los defensores, bloquear tiros, lanzarse a por el balón y hacer mates. Si un equipo llena su medidor de trucos, puede realizar un tiro especial que no solo aumenta su puntuación, sino que resta una cantidad de la puntuación de sus oponentes.
El modo para un jugador «City Circuit» consiste en crear un jugador creado por el usuario, recorrer lugares famosos de Estados Unidos y fichar compañeros de equipo de las plantillas de la NBA a lo largo del camino.
El juego tiene un modo estilo «arcade», similar a NBA Jam. Los partidos no se puntúan según los estándares tradicionales, ya que los tiros de campo de dos puntos valen un punto, mientras que los tiros realizados detrás de la línea de 3 puntos valen dos. En lugar de haber un límite de tiempo, el primer equipo que consiga 21 puntos (con una ventaja de 2 puntos) se considerará ganador.

## Elenco y personajes
Se pueden jugar veintinueve equipos de la NBA, con plantillas de los años 2000 y 2001. Sin embargo, solo hay 5 jugadores disponibles de cada equipo. Michael Jordan, que anunció su regreso después de su segundo retiro con los Washington Wizards unos meses después del lanzamiento de PlayStation 2, está disponible en las versiones de Gamecube y PlayStation 2. Sin embargo, fue eliminado del «Desafío final» en la versión de GameCube, ya que pasó a jugar para los Washington Wizards en el juego. En su lugar, el City Circuit terminaba al ganar a Stretch en Leyenda callejera.
El juego contó con varios personajes denominados Leyendas callejeras, jugadores de baloncesto ficticios que actuaban como jefes de la saga, cada uno de ellos magistral en un aspecto particular del baloncesto y representando una zona específica de los Estados Unidos. Sus personalidades y apariencias se inspiraron libremente en jugadores reales, como Stretch, el personaje de la portada, que se parece a Julius Erving en aspecto y habilidades.

## Desarrollo
Dado que el juego se basa en un estilo de baloncesto callejero, EA invitó al grupo de streetball con sede en Vancouver, The Notic, a realizar capturas de movimiento. El miembro más notable del grupo fue Joel Haywood, apodado «Handles King».

## Recepción
El juego recibió críticas «favorables» en ambas plataformas según el agregador de reseñas de videojuegos Metacritic. Kevin Toyama de NextGen dijo sobre la versión de PlayStation 2: «A pesar de algunos pequeños problemas, NBA Street ofrece una experiencia de baloncesto que incluso los cínicos de los juegos deportivos no pueden evitar amar.»  En Japón, donde Electronic Arts Victor portó y publicó la misma versión de consola el 23 de agosto de 2001, seguida de la versión de GameCube el 22 de marzo de 2002, Famitsu le dio una puntuación de 31 sobre 40 en PS2 y 30 sobre 40 en NGC.
Air Hendrix de GamePro dijo sobre la versión de PlayStation 2 en su edición de agosto de 2001: «Cuando suena el timbre final, NBA Street recibe serios elogios por tener ese aspecto moderno en lo que podía haber sido un viejo y apestoso vestuario de Midway. NBA Street ha apostado su reclamo en la cancha, ganándose fácilmente el título del último juego, imprescindible en PS2 este verano.» Ocho números después, dijo que la versión de GameCube «seguramente será una de las primeras estrellas de este joven sistema. Si ya has conquistado la versión de PS2, ya has podido disfrutar de ello. Pero si «GameCube» es tu primera consola de sobremesa, NBA Street debería ser tu próximo juego».
La versión de PlayStation 2 vendió 1,7 millones de unidades en Estados Unidos y ganó 57 millones de dólares en agosto de 2006. Entre junio de 2001 y agosto de 2006, este lanzamiento fue el juego número 18 del top de ventas lanzado para las consolas PlayStation 2, Xbox o GameCube en los EE. UU. Las ventas combinadas de todos los juegos de NBA Street lanzados entre junio de 2001 y agosto de 2006, en los tres sistemas de juego alcanzó los 5,5 millones de unidades en Estados Unidos en esta última fecha.
La versión de PS2 fue nominada al premio «Mejor juego alternativo de deportes» en los premios «Mejor y peor de 2001» de GameSpot, que fue para Tony Hawk's Pro Skater 3. La misma versión también fue nominada en los premios Blister de 2001 The Electric Playground como «Mejor juego de deportes extremos» y «Mejor juego canadiense del año para consola», pero perdió ambos ante NHL Hitz 2002.

Con el éxito de la serie NBA Street, EA Sports BIG expandió el formato al fútbol con FIFA Street y al fútbol americano con NFL Street.